# Monon Railroad
Le Monon Railroad (sigle AAR: MON), antérieurement le Chicago, Indianapolis and Louisville Railway (CIL) de 1897 à 1956, était un chemin de fer américain de classe I qui opérait presque exclusivement dans l'Indiana. Le Monon fusionne dans le Louisville and Nashville Railroad en 1971. De nos jours, la majorité de ses droits de circulation sont exploités par CSX Transportation.

## Les origines
Le New Albany and Salem fut créé en 1847, et ouvrit dans le sud de l'Indiana en 1851. En 1854, le réseau s'étendait du fleuve Ohio (à New Albany) jusqu'aux Grands Lacs (à Michigan City). Mais ce chemin de fer vivait au-dessus de ses moyens et tirait le diable par la queue; il fut réorganisé en  Louisville, New Albany and Chicago en 1859. Le 30 avril 1865, il fut l'un des vingt chemins de fer à pouvoir tracter le train funéraire d'Abraham Lincoln dans l'Indiana entre Lafayette et Michigan City. En 1881, il se consolida avec l'Indianapolis and Chicago Air Line, ce qui permit de relier bientôt ces deux villes. Il fut renommé Chicago, Indianapolis and Louisville le 1er juillet 1897.
Le réseau était constitué par quatre routes principales qui convergeaient à Monon, Indiana. Le slogan "Monon Route" (prononcez MOE-non) fut utilisé pour la première fois en 1882. Partant de Monon, les quatre lignes principales rejoignaient les villes de Chicago, Louisville, Indianapolis et Michigan City. À Chicago les trains de voyageurs desservaient Dearborn Station. De la ligne principale Louisville - Monon, partaient des embranchements vers Victoria, Indiana et French Lick.

## Les particularités
Le réseau avait la particularité de desservir 6 collèges ou universités : le Purdue University de West Lafayette, le Wabash College de Crawfordsville, le DePauw University de Greencastle, l'Indiana University de Bloomington, le Butler University d'Indianapolis et le St. Joseph's College de Rensselaer.
Le trafic universitaire était suffisamment important pour que le CI&L utilise les couleurs de ces écoles comme livrées officielles de son matériel roulant. Ainsi le rouge et blanc du Wabash College (très proche des couleurs de l'Indiana University) furent utilisés pour les équipements voyageurs, tandis que le noir et jaune utilisés par le DePauw University et le Purdue University furent adoptés pour les locomotives diesel de fret.
La ligne du Monon avait la particularité d'être construite au beau milieu des rues des plusieurs grandes villes comme Lafayette, New Albany, et Bedford. Un signal d'alarme de conception maison protégeait les passages à niveau : un signal lumineux vert restait allumé en permanence, sauf quand un train approchait; de plus un panneau situé dessous ou sur le côté, indiquait "STOP When Signal Is Out". Cette conception mettait à l'honneur la sécurité.
La dernière locomotive à vapeur circula le 29 juin 1949, faisant du Monon un des premiers chemins de fer de classe 1 à se convertir totalement à la traction diesel.

## La création du Monon Railroad
Le CI&L prit le nom de Monon Railroad le 11 janvier 1956, car la ville de Monon était la plaque tournante du réseau. Il adopta comme slogan « The Hoosier Line » (Hoosier est le nom historique et officiel d'un habitant de l'Indiana).
La ligne du Monon était divisée en sept sections : 
- La section 1 (située au nord) :  reliait Chicago à Lafayette[3] via Monon. Elle est désormais utilisée par le Cardinal et le Hoosier[4] de l'Amtrak.
- La section 2 : allait de Monon à Indianapolis[3]. Elle est aujourd'hui abandonnée et déferrée, excepté certains tronçons au nord d'Indianapolis qui furent convertis en piste cyclable sous le nom de Monon Greenway.
- La section 3 : reliait Michigan City à Monon[3] . Une partie est désormais abandonnée ou détruite, tandis que la portion Michigan City – La Crosse, Indiana sera convertie en piste cyclable.
- La section 4 : allait de Lafayette à Bloomington[3]. De nos jours, l'Amtrak utilise la ligne au sud de Crawfordsville avant d'emprunter les anciennes voies du New York Central Railroad pour arriver dans Indianapolis.
- La section 5 (située au sud) : reliait Bloomington à New Albany[3]  sur la rivière Ohio.
- La section 6 (vers l'ouest) : allait de Wallace Junction à Midland, Indiana[3]  (constituant l'entrée est du bassin houiller de l'Indiana). Elle est désormais abandonnée et déferrée.
- La section 7 (vers l'ouest) : reliait Orleans, Indiana à West Baden, Indiana et French Lick[3]  (où se trouvaient des hôtels de villégiature). Elle est également abandonnée et déferrée sauf à French Lick où elle sert encore pour des excursions.

Le service voyageur entre Chicago et Indianapolis fut interrompu en 1959. Le dernier service régulier de train de voyageurs sur le Monon prit fin le 30 septembre 1967.
ll fut racheté et fusionné par le Louisville and Nashville Railroad le 31 juillet 1971. De nos jours, la plupart des droits de circulation du Monon sont toujours exploités par CSX.

## Traduction
- (en) Cet article est partiellement ou en totalité issu de l’article de Wikipédia en anglais intitulé « Monon Railroad » (voir la liste des auteurs).